# Filip Kumbatovič Kalan
Filip Kumbatovič Kalan (pravo ime in priimek Filip Kumbarovič), slovenski arhitekt, partizan, pisatelj, kritik,  esejist, teatrolog in gledališki zgodovinar, * 25. marec 1910, Gradec, Avstrija, † 8. avgust 1989,  Ljubljana.

## Življenje in delo
Gimnazijo je obiskoval v Mariboru, kjer je leta 1928 maturiral.   Leta 1936 je diplomiral na oddelku za arhitekturo tehniške fakultete v Ljubljani. Še pred diplomo je bil asistent, nato do 2. svetovne vojne predavatelj na tej fakulteti.
V Narodnoosvobodilni boorbi je sodeloval od leta 1941, bil je delegat na obeh ilegalnih plenumih kulturnih delavcev Osvobodilne fronte in sekretar matičnega odbora kulturnikov, nato nekaj časa zaprt v italijanskem zaporu, septembra 1943 je odšel v partizane, kjer je bil najprej član upravne komisije Izvršnega odbora OF od januarja 1944 pa ravnatelj Slovenskega narodnega gledališča na osvobojnem ozemlju. Od konca vojne do upokojitve je bil redni profesor za zgodovino slovenskega in evropskega gledališča na Akademiji za igralsko umetnost (danes AGRFT) in njen prvi rektor. Zaslužen je za razvoj pedagogike in raziskovalnega dela na področju dramaturgije. Bil je zelo dejaven tudi v Društvu slovenskih pisateljev in po letu 1965 v znova ustanovljenem Slovenskem centru PEN. Od leta 1952 je bil član mednarodnih teatroloških združenj. Tako je sodeloval že na prvem svetovnem kongresu gledaliških zgodovinarjev leta 1955 v Londonu. Kalan je postal leta 1955 član mednarodnih teatroloških združenj. Leta 1957 je bil med ustanovitelji, od leta 1963 tudi stalni član Izvršnega komiteja in po 1972 predsednik Mednarodne zveze za gledališke raziskave (Fédération internationale pour la recherche théâtrale). Leta 1961 je bil tudi med ustanovitelji Mednarodnega inštituta za gledališke raziskave (Instituto internazionale per la ricera teatrale) v Benetkah in bil dolga leta v njenem direktoriju. Leta 1978 je postal zaslužni profesor ljubljanske univerze, nato 1981 dopisni in od 23. maja 1985 redni član SAZU. Kalan je 1981 je prejel za področje leposlovja, esejistike in teatrologije Prešernovo nagrado. Za svoje delo je dobil  še Zlato značko Borštnikovega srečanja in Zlato značko Sterijevega Pozorja, bil je Vitez reda umetnosti in literature (Chevalier de l'Ordre des arts et des lettres).
V tridesetih letih se je uveljavil kot novelist (Pustolovci), hkrati je sodeloval v revijah s slovstvenimi in gledališkimi kritikami in eseji (Sodobnost, Modra ptica). Pisal je teatrološke študije in razprave (večina le-teh je objavljena v prvotni različici le v tujih jezikih), besedila z mednarodnih simpozijev in seminarjev gledališke zgodovine, gledališke komentarje na televiziji in prispevke v domačih in tujih leksikografskih priročnikih. Objavil je vrsto teatroloških knjig s portreti igralcev in teoretičnimi študijami, tudi z novimi pogledi na literarnozgodovinska vprašanja. Uredil in komentiral je več knjižnih izdaj, antologij in pesniških izborov (Pavel Golia, Alojz Gradnik).

## Izbrana bibliografija

### Pripovedna proza
- Pustolovci. Ljubljana: Hram, 1933. (COBISS)
- Otrok. Ljubljana: Slovenski knjižni zavod, 1948. (COBISS)
- Gospodična Mary. Ljubljana: Cankarjava založba, 1960. (COBISS)

### Kritika in esejistika
- Veseli veter. Ljubljana: Cankarjeva založba, 1956. (COBISS)
- Evropeizacija slovenske gledališke kulture. Linhartovo izročilo. Ur. L. Filipič, Ljubljana: Drama Slovenskega narodnega gledališča, 1957. (COBISS)
- Nemirni čas. Ljubljana: Cankarjeva založba, 1958. (COBISS)
- Essais sur le théatre. Ljubljana: Cankarjava založba, 1961. (COBISS)
- Odmevi z ekrana. Maribor: Obzorja, 1969. (COBISS)
- Med Trubarjem in moderno. Ljubljana: Mladinska knjiga, 1974. (COBISS)
- Anton Tomaž Linhart. Ljubljana: Partizanska knjiga, 1979. (COBISS)
- Živo gledališko izročilo. Ljubljana: Cankarjava založba, 1980. (COBISS)
- Hvalnica igri. Ljubljana: Cankarjeva založba, 1980. (COBISS)
- Svet komedijantov. Ljubljana: Cankarjeva založba, 1987. (COBISS)

### Antologije z uvodi, uredniško delo
- Bogomil Fatur. Knjiga lirike. Ljubljana: Slovenski knjižni zavod, 1947. (COBISS)
- Igo Gruden. Pesmi. Ljubljana: Slovenski knjižni zavod, 1949. (COBISS)
- Kri v plamenih. Ljubljana: Slovenski knjižni zavod, 1951. (COBISS)
- Pavel Golia. Izbrane pesmi. Ljubljana: Državna založba Slovenije, 1951. (COBISS)
- Pavel Golia. Igre. Ljubljana: Mladinska knjiga, 1953. (COBISS)
- Alojz Gradnik. Harfa v vetru. Ljubljana: Državna založba Slovenije, 1954. (COBISS)
- France Kosmač. Na dnu je dan. Ljubljana: Partizanska knjiga, 1971. (COBISS)

### Katalogi z uvodi
- Goldoni na slovenskem odru: katalog: [razstava Mestna galerija Piran, 1972]. Ljubljana: Akademija za gledališče, radio, film in televizijo, 1972. (COBISS)
- Molière na slovenskem odru = Molière sur la scène Slovène. Ljubljana: Akademija za gledališče, radio, film in televizijo, 1975. (COBISS)

### Prevodi
- Otto Weininger. Spol in značaj. Ljubljana: Modra ptica, 1936. (COBISS)
- Andre Maurois. Obdobja v ljubezni. Ljubljana: Modra ptica, 1937. (COBISS)